# デュアル (映画)
『デュアル』(Dual) は、2022年のアメリカ合衆国の風刺的SFスリラー映画。監督、脚本、製作はライリー・スターンズ、出演はカレン・ギランとアーロン・ポールなど。主要撮影は2020年10月に始まり、全シーンがフィンランドのタンペレで撮影される。2022年サンダンス映画祭正式出品作品。

## ストーリー
主人公の女性が奇跡的に回復し、クローンを廃止することに失敗した後、彼女がすぐに死ぬことを知って自分自身をクローン化し決闘するよう裁判所に命じられる。

## キャスト
サラ/もう1人のサラ
演 - カレン・ギラン、吹 - 白石涼子
トレント
演 - アーロン・ポール、吹 - 菊池康弘
ピーター
演 - ビューラ・コアレ、吹 - 赤坂柾之
ロバート・マイケルズ
演 - テオ・ジェームズ、吹 - 橋本雅史
ロビン
演 - アリー・アスガル・シャー
サラの母
演 - マイヤ・ポーニオ
医者
演 - サナ・ジューン・ハイド
施設の科学技術者
演 - アンドレイ・アレン
トム
演 - クリス・グンメルス